# 2003 YR179
2003 YR179, também escrito como 2003 YR179, é um objeto transnetuniano que está localizado no Cinturão de Kuiper, uma região do Sistema Solar. Este corpo celeste é classificado como um cubewano. Ele possui uma magnitude absoluta de 7,1 e tem um diâmetro estimado com 167 km.

## Descoberta
2003 YR179 foi descoberto no dia 24 de dezembro de 2003.

## Órbita
A órbita de 2003 YR179 tem uma excentricidade de 0,058 e possui um semieixo maior de 43,658 UA. O seu periélio leva o mesmo a uma distância de 41,147 UA em relação ao Sol e seu afélio a 46,170 UA.